# برمودا النقطة 2
برمودا النقطة 2
برمودا النقطة 2 (بالإنجليزية: Bermuda Blob 2)‏ و هي كانت كتلة مجهولة الهوية(globster) وجدت في برمودا في عام 1995. تحليل العينات في عام 2004 يشير إلى أن النقطة 2 برمودا كانت كتلة كبيرة من الأنسجة الدهنية من الحيتان ليس الا فيما اختلفت التفسيرات قبل ذلك بسبب الضجة الاعلامية اصلا حول مثلث برمودا.